# 森夫滕貝格湖

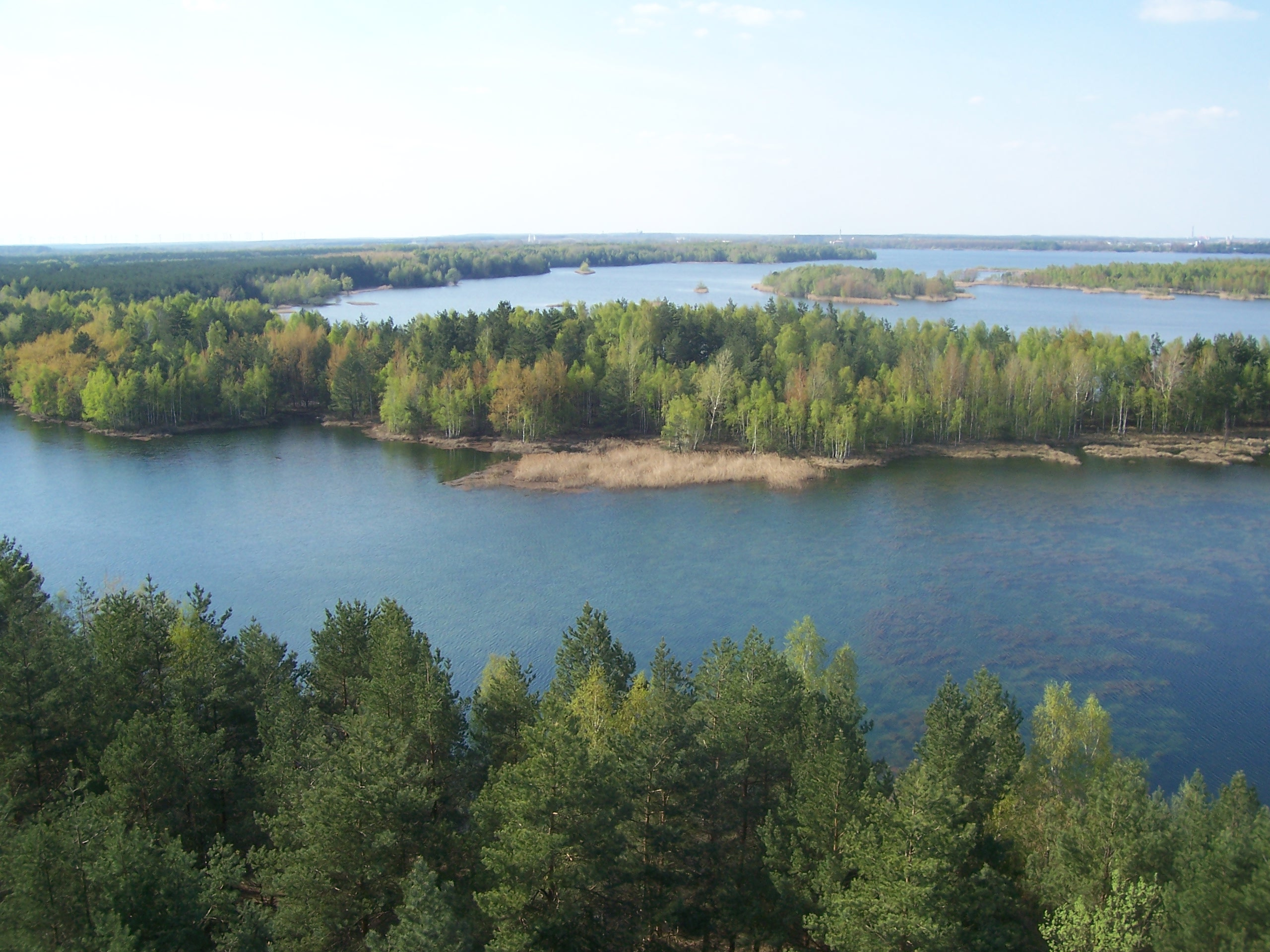

51°30′0″N 14°01′0″E / 51.50000°N 14.01667°E
森夫滕貝格湖（德語：Senftenberger See），是德國的人工湖泊，位於該國東北部，由勃蘭登堡州負責管轄，處於上施普雷瓦爾德-勞西茨縣，面積13平方公里，海拔高度99米，最大水深25米，湖水來自施瓦策埃爾斯特河。